# Charlotte Mason (Philosophin)

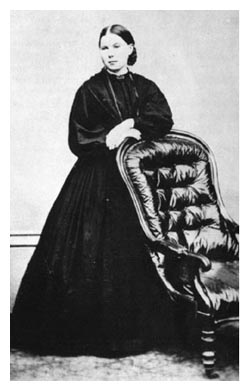
Charlotte Maria Mason

Charlotte Maria Mason (* 1. Januar 1842 in Bangor; † 16. Januar 1923 in Ambleside) war eine britische Erziehungs- und Bildungsphilosophin an der Zeitenwende zum 20. Jahrhundert, die ihr Leben der Verbesserung der Qualität von Bildung und Erziehung widmete. Ihre revolutionären Methoden führten weg von einer reinen Nutzenorientierung, hin zu einer Bildung und Erziehung eines Kindes anhand lebendiger Ideen.

## Leben
Charlotte Mason zog mit 18 Jahren nach London und trat in die einzige Lehrerausbildungsstätte der Zeit, der Home and Colonial School Society, ein. Diese war 1836 gegründet worden mit dem Ziel, die Bildungsgrundlagen von Johann Pestalozzi weiterzuentwickeln. Bereits während ihrer Ausbildung leistete sie Pionierarbeit als Schulleiterin an einer der ersten Vorschulen in Großbritannien und danach an einer Sekundarschule für Mädchen. In dieser Zeit entwickelte sie ihre Vision für eine „freiheitliche Bildung für alle“, freiheitlich im Sinne eines großzügigen, umfassenden Fächerkanons für alle Kinder, ungeachtet der sozialen Klasse.
Sie schrieb Bücher für und über die Schule, beginnend mit Geographiebüchern über England, Europa und die Welt und wurde bald als Sprecherin und Ausbildnerin an eine Lehrerausbildungsstätte berufen. Ihre Erfahrungen mit Eltern bewogen sie zu einer Reihe von Vorträgen über grundlegende Prinzipien von Kindererziehung. Diese Vorträge wurden 1886 unter dem Namen Home Education  veröffentlicht. Zusammen mit fünf weiteren Bänden bildete dies die berühmte Reihe Charlotte Mason's Original Homeschooling Series.
- Home Education (1886; 1906 deutsche Übersetzung von E. Kirchner: Erziehung im Hause[4])
- Parents and Children (1896)
- School Education (1904)
- Ourselves (1904)
- Formation of Character (1905)
- Towards a Philosophy of Education (1923)

In diesen sechs Bänden legte Charlotte Mason ihr komplettes Konzept mit allen (vor allem im letzten Band auch verfeinerten) Prinzipien dar.
In die Zeit ihres ersten Bandes fiel auch die Gründung der sich rasch ausbreitenden PEU (Parents' Educational Union), deren Mitglieder sie mit Hilfe einer Zeitschrift (Elternbericht) auf dem Laufenden hielt. Diese lokalen Vereinigungen wurden so erfolgreich, dass sie bald das 'N' für National in den Namen aufnehmen mussten (PNEU). Auch begannen diese Vereinigungen Schulen nach dem Vorbild von Charlotte Mason zu gründen. Ebenfalls in diese Zeit (1891) fiel die Gründung des House of Education in Ambleside, ein Trainingszentrum für Erzieherinnen und alle, die mit Kindern zu tun hatten.
Über die Jahre übernahmen immer mehr Schulen ihre Bildungsphilosophie und Methoden und das House of Education wurde zu einer Lehrerausbildungsstätte für die von den PNEU gegründeten Schulen und auch für Austauschprogramme britischer Eltern in Übersee.
Nach ihrem Tod wurde aus der Ausbildungsstätte die Charlotte Mason Hochschule, in den Neunzigerjahren wurde sie wegen finanziellem Druck von der Lancaster University übernommen und heute ist sie der University of Cumbria einverleibt.

## Bildungsphilosophie
Zu Beginn der oben erwähnten Bände wird jeweils die Bildungsphilosophie von Charlotte Mason zusammengefasst. Zwei Leitsprüche sind: „Erziehung und Bildung ist eine Atmosphäre, eine Disziplin, ein Leben“ und „Erziehung und Bildung ist die Wissenschaft von Beziehungen“. Sie glaubte, dass Kinder von Geburt an Persönlichkeiten sind und als solche respektiert werden sollten; ihnen sollten auch der Weg des Willens und der Weg der Vernunft beigebracht werden. Ihr Motto für die Kinder war:

“I am, I can, I ought, I will.”

„Ich bin, ich kann, ich sollte, ich werde.“

## Lehrmethoden
Lebendige Bücher: Die wahrscheinlich bekannteste Methode von Mason war der Einsatz von lebendigen Büchern für jedes mögliche Fach anstelle von trockenen, sachlichen Textbüchern oder Büchern, die an die Kinder „angepasst“ wurden. Lebendige Bücher werden von einer Person geschrieben, welche sowohl eine Leidenschaft für das Thema und gute Sprachkenntnisse besitzt, als auch die Fähigkeit, großartige Ideen in einer literarisch fesselnden Art und Weise zu kommunizieren.
- Nacherzählen: Von den Kindern wird erwartet, dass sie erzählen, was sie gelesen haben. Die Nacherzählung kann gesprochen, geschrieben oder gezeichnet sein und sollte nach bloß einem Mal Lesen des Materials geschehen. Diese Methode verlangt vom Kind willentlich seine Aufmerksamkeit zu trainieren, alles was gelesen wurde zusammenzufassen, das Material im Gedächtnis zu organisieren und zu bestimmen, wie das, was erinnert wird, in eigenen Worten am besten kommuniziert werden soll. „Korrekturen dürfen nicht während der Nacherzählung gemacht werden, noch sollte irgendeine Unterbrechung gestattet werden.“

- Einüben von Gewohnheiten: Charlotte Mason glaubte, dass die Bildung guter Gewohnheiten ein unverzichtbarer Teil ihrer Erziehungsmethode war. Deshalb wurde sie unter Punkt 7 in ihrer Kurzfassung der Bildungsphilosophie im Vorwort jedes der sechs Bände über Bildung und Erziehung erwähnt: „7. Wenn wir davon sprechen, dass Bildung und Erziehung eine Disziplin ist, meinen wir die Bildung von Gewohnheiten, die eindeutig und sorgfältig geformt werden, seien es Gewohnheiten des Geistes oder des Körpers. Physiologen erzählen uns von der Anpassung von Gehirnstrukturen an gewohnheitsmässige Gedankenketten, d. h. an unsere Gewohnheiten.“ Sie glaubte, dass das Einüben von Gewohnheiten eine kraftvolle Hilfe für die eigenverantwortliche und selbstbestimmte Bildung der Kinder war. Mason ermutigte Kinder im Besonderen die folgenden Gewohnheiten zu erlernen: Aufmerksamkeit, perfekte Ausführung, Gehorsam, Wahrheitstreue, Ausgeglichenheit, Reinlichkeit, Freundlichkeit, Ordnung, Respekt, Pünktlichkeit, Güte, Sauberkeit und weitere.

- Lektionen: Für jüngere Kinder plädierte Mason für kurze und gezielte Lektionen, selten länger als 20 Minuten. Mit fortschreitendem Kindesalter beherrschen Kinder ihre Kräfte der Aufmerksamkeit besser, so dass die Lektionen allmählich länger werden. Die Kinder bekamen Stundenpläne, damit sie wussten, wie viel Zeit sie bis zum Beenden der Lektion hatten. Mason glaubte, dass diese kurzen, konzentrierten und gezielten Lektionen die Gewohnheit der vollen Aufmerksamkeit förderten, und dass deren früher Erwerb den Kindern helfen würde, eine breite Palette von Themen, wie bei einem wohl geordneten Festmahl, zu empfangen. Charlotte Mason empfahl auch abwechselnde Lektionen, damit das Gehirn nicht ermüdete – nach Kopfrechnen würde zum Beispiel Handschrift folgen anstelle zweier Geschichtsstunden nacheinander.

Die Fächer lassen sich grob unterteilen in Sprachen (Handschrift, vorbereitete Diktate, Poesie, Shakespeare und Plutarch, Grammatik, Fremdsprachen – Französisch, Latein, Deutsch), Künste (Kunstbetrachtung, Musikverständnis, Handwerk), Mathematik und Wissenschaften (Naturstudien und Erlebnispädagogik, Mathematik), Sozialwissenschaften (Bibel, Geschichte, Geographie).

## Pfadfinder
1905 wurde Aids to Scouting von Robert Baden-Powell in den Lehrplan der PNEU-Schulen aufgenommen, nachdem Charlotte Mason das Erziehungspotential darin erkannt hatte. Dies wiederum bewegte Baden-Powell, das Erziehungspotential höher zu gewichten, was zu seinem elften Buch Scouting for Boys und der eigentlichen Gründung der Pfadfinderbewegung führte.